# ロー・ケンユー
ロー・ケンユー（英語: Loh Kean Yew、中国語: 駱建佑、1997年6月26日 - ）は、シンガポールの男子バドミントン選手。ロウ・キアンユーとも。マレーシア・ペナン州出身。

## 経歴
マレーシアのペナン州に生まれた。シンガポールスポーツ学校から奨学金を受けて、2015年にシンガポール国籍を取得し、同年の東南アジア競技大会でシンガポールの選手として国際大会に初出場した。
2021年7月には東京オリンピックに出場したが、インドネシアのジョナタン・クリスティーに敗れたことでグループリーグ敗退に終わった。同年12月には世界バドミントン選手権大会にノーシードとして出場した。1回戦では第2シードかつ東京オリンピック金メダリストのビクトル・アクセルセンに勝利し、準決勝ではデンマークのアンダース・アントンセンに、決勝ではインドのスリカンス・キダンビに勝利して優勝した。世界選手権男子シングルスで優勝した初のシンガポール人選手となった。